# Talgar (fiume)
Il Talgar (in kazako Талғар?, Talğar) è un affluente di sinistra dell'Ili che scorre nel sud-est del Kazakistan.
Il Talgar vero e proprio deriva dalla confluenza di due rami sorgentiferi, il Talgar di Sinistra e il Talgar di Destra, sul versante settentrionale del Trans-Ili Alatau. Lascia le montagne e attraversa la città omonima in direzione nord. Il suo corso continua verso nord e termina sulla sponda meridionale del bacino di Kapchagay. Il Talgar ha una lunghezza di 117 km. Il suo bacino idrografico copre una superficie di 444 km². Lo portata media a livello della città di Talgar è di 10,6 m³/s.
Il Talgar di Sinistra è alimentato dal ghiacciaio Konsmumuu. Scorre in direzione nord attraverso il Trans-Ili Alatau e dà vita al Talgar assieme al Talgar di Destra.
Il Talgar di Destra è alimentato dal ghiacciaio Memallurg. Scorre inizialmente verso nord, ma poi gira a nord-ovest. Il Talgar di Mezzo confluisce in esso provenendo da sinistra. Infine, il Talgar di Destra si unisce con quello di Sinistra a formare il Talgar.
Il Talgar di Mezzo è alimentato dal ghiacciaio Schokalsk. Scorre in direzione nord lungo il bordo occidentale del Pik Talgar, la vetta più alta del Trans-Ili Alatau, fino a quando incontra il Talgar di Destra, diretto verso nord-ovest.